# 令和納豆
令和納豆（れいわなっとう）は、株式会社納豆が茨城県水戸市梅香一丁目にて運営していた納豆ご飯専門店である。